# Dieta en el hinduismo

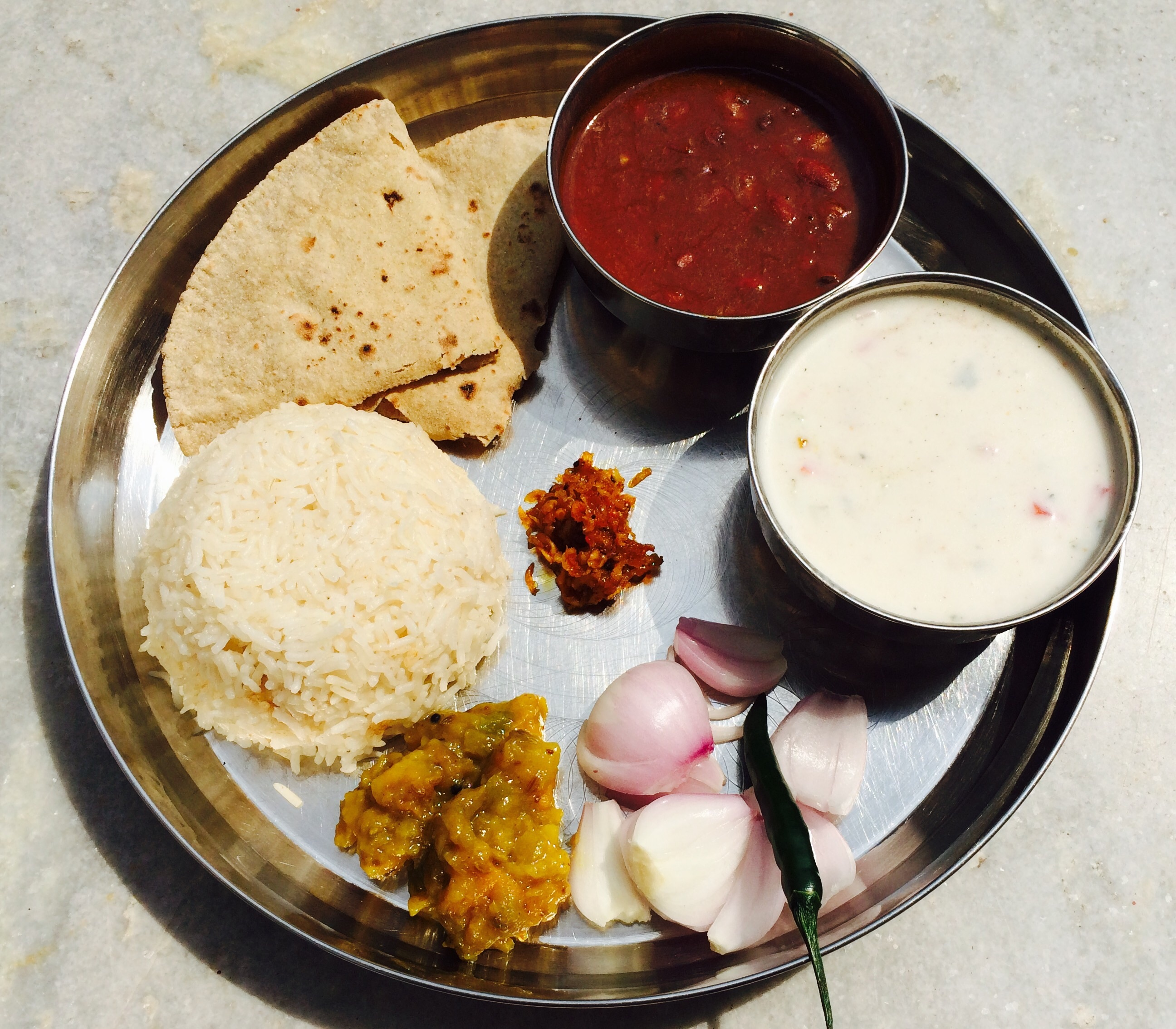
Almuerzo típico hindú (thali), generalmente de productos de origen lacto-vegetal: rājmā de judías, chawal (arroz), pan roti, cuajada, pepinillo, cebolla y chile.

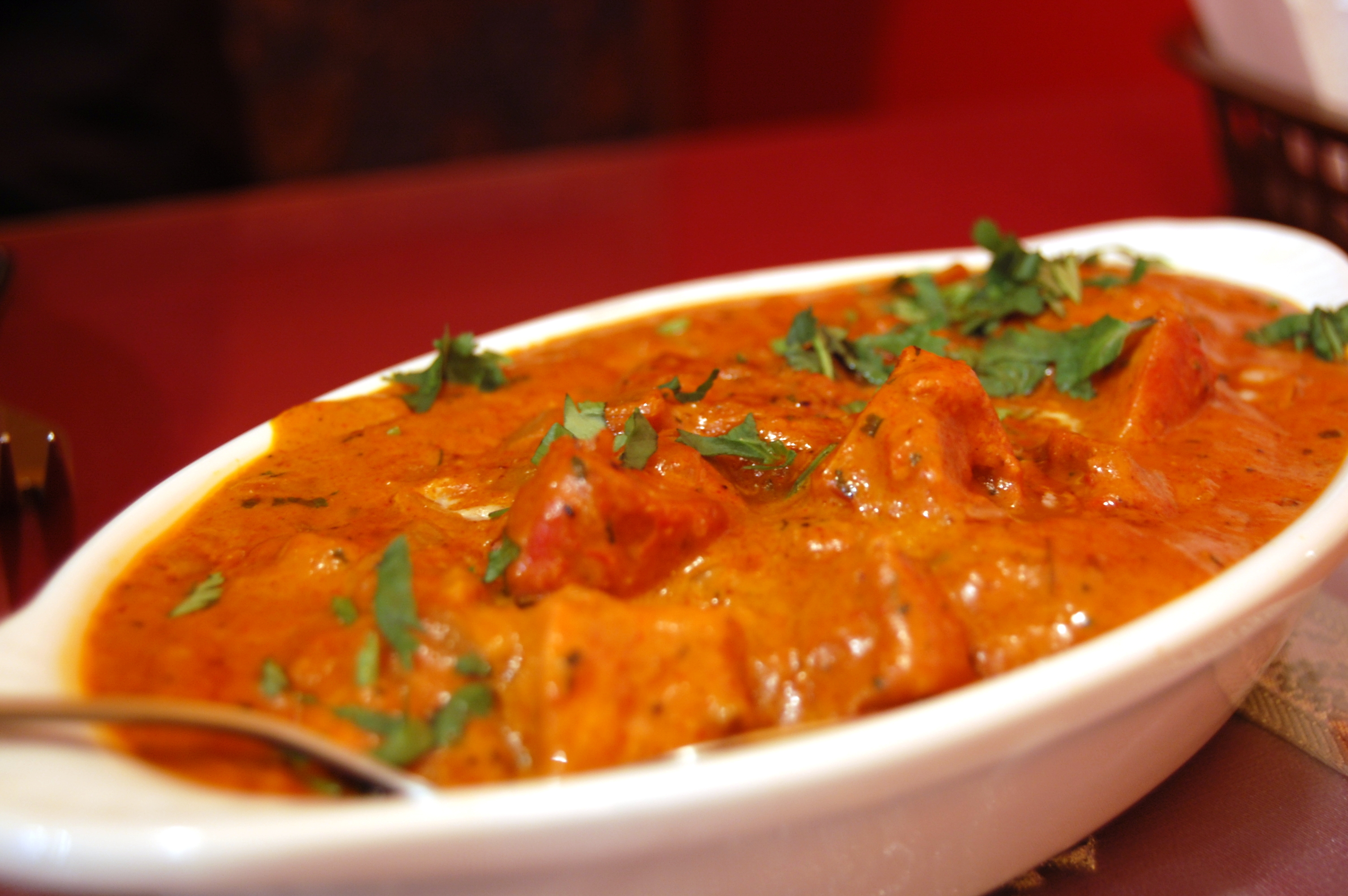
Pollo de mantequilla, una de las muchas preparaciones de carne que se encuentran en el subcontinente indio. La carne de pollo es una de las principales fuentes de consumo de carne entre los hindúes.

La dieta en el hinduismo se refiere a las normas alimentarias propias de la religión hindú, que varían dependiendo de las diversas tradiciones. Los textos hindúes antiguos y medievales recomiendan la ahimsa, es decir, la no-violencia contra todas las formas de vida, incluidos los animales, porque creen que minimiza las muertes de animales. Muchos hindúes prefieren un estilo de vida vegetariano o lacto-vegetariano y métodos de producción de alimentos que estén «en sintonía» con la naturaleza, sean compasivos y respetuosos con otras formas de vida. La India es el país con más vegetarianos (alrededor del 31% de la población), principalmente por motivos religiosos.
Sin embargo, la dieta de muchos hindúes incluye huevos, pescado y otros productos cárnicos. Los hindúes que comen carne a menudo prefieren el sacrificio de animales llamado jhatka (muerte rápida mediante un golpe de espada en la nuca) ya que los hindúes creen que este método minimiza el trauma y el sufrimiento del animal. Los textos hindúes antiguos describen toda la Creación como una vasta cadena alimentaria, y el cosmos como un ciclo alimentario gigante.
Los mendicantes hindúes (sannyasin) evitan preparar sus propios alimentos, ya sea confiando en limosnas o cosechando semillas y frutas de los bosques, ya que esto minimiza el posible daño a otras formas de vida y naturaleza.

## Dieta en los Vedas
Los textos védicos tienen versículos en conflicto, que los estudiosos han interpretado como apoyo u oposición a los alimentos de carne. Un grupo afirma que algunos himnos védicos mencionan el sacrificio de animales y, por lo tanto, apoyan el no-vegetarianismo. Según el antropólogo estadounidense Marvin Harris, la literatura védica es contradictoria, y algunos sugieren la matanza ritual y el consumo de carne, mientras que otros sugieren un tabú sobre el consumo de carne. Según Ph. D. Nanditha Krishna, el himno 10.87.16 de la escritura hindú Rigveda (~1200–1500 a. C.) condena todos los asesinatos de hombres, vacas y caballos, y reza al dios Agni para castigar a aquellos que matan. Según Harris, desde la antigüedad el vegetarianismo se convirtió en una tradición hindú convencional bien aceptada.

## Dieta en Upanishads, Samhitas y Sutras

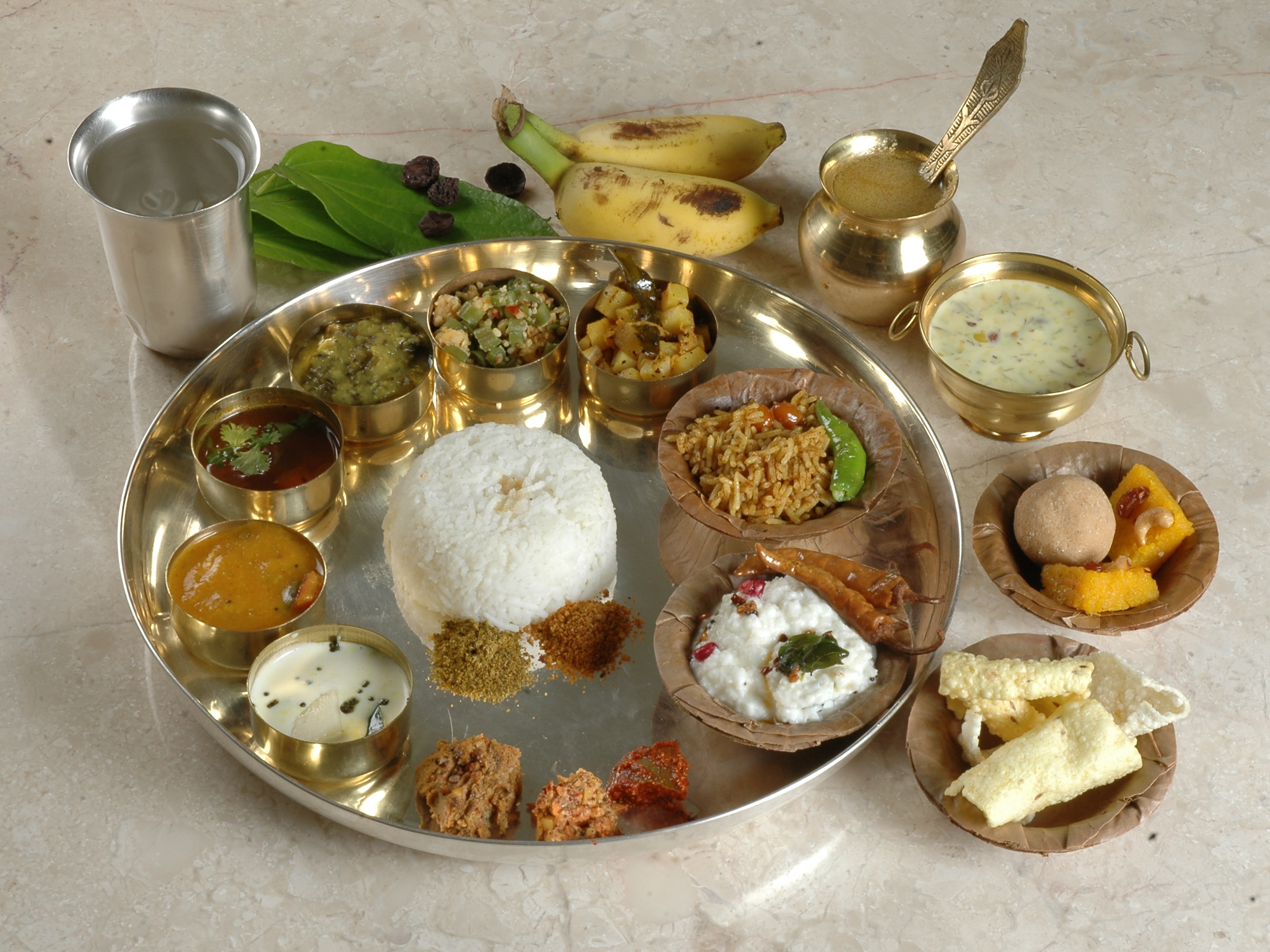
La dieta vegetariana es favorecida en muchos textos hindúes antiguos.

Los textos de Upanishads y Sutra del hinduismo discuten una dieta moderada y una nutrición adecuada, así como Aharatattva (dietética). Los textos Upanishads y Sutra invocan el concepto de autocontrol virtuoso en materia de alimentos, mientras que los Samhitas discuten qué y cuándo ciertos alimentos son adecuados. Algunos textos hindúes como el Hathayoga Pradipika combinan ambos.
La moderación en la dieta se llama Mitahara, y esto se discute en el Shandilya-Upanishad, así como Svātmārāma hace referencia a la virtud. Es uno de los yamas (autocontrol virtuoso) discutido en los antiguos textos indios.
Algunas de las primeras ideas sobre el Mitahara se remontan a la era antigua Taittiriya-Upanishad, que en varios himnos discute la importancia de los alimentos para una vida saludable, para el ciclo de la vida, así como para su papel en el cuerpo y su efecto en el Ser (Atman, «espíritu»). Este Upanishad, según el escritor Mukunda Stiles, señala «de la comida surge la vida, de la comida se sustenta y en la comida se funde cuando la vida se va».
Muchos textos hindúes antiguos y medievales debaten la justificación de una parada voluntaria de la matanza de vacas y la búsqueda del vegetarianismo como parte de una abstención general de la violencia contra los demás y la matanza de animales. Algunos debates importantes entre partidarios y detractores del vegetarianismo, con mención de la carne de ganado como alimento, se encuentran en varios libros de la epopeya hindú el Mahabharata, particularmente su Libro III, XII, XIII y XIV. También se encuentra en el Ramayana. Estas dos epopeyas no solo son clásicos literarios, sino que también han sido clásicos religiosos populares.
El Bhagavad-gītā incluye versículos sobre dieta y moderación en los alimentos en el capítulo 6. Establece en el versículo 6.16 que un yogui no debe comer demasiado ni demasiado poco, ni dormir demasiado ni muy poco. Comprender y regular los hábitos establecidos sobre la alimentación, el sueño y la recreación se sugiere como esencial para la práctica del yoga en el versículo 6.17.
Otro antiguo texto indio, Tirukkuṛaḷ, originalmente escrito en el idioma tamil, establece la dieta moderada como un estilo de vida virtuoso y critica el «no vegetarianismo» en su capítulo Pulaan Maruthal (abstinencia de carne), en los versículos 251—260.  El versículo 251, por ejemplo, cuestiona que «cómo puede poseer la bondad quien, para aumentar su propia carne, come la carne de otras criaturas». También dice que «los sabios, que carecen de delirios mentales, no comen el cuerpo cortado de otras criaturas» (versículo 258), «la carne no es más que la despreciable herida de un cuerpo destrozado» (versículo 257). Sigue diciendo que no comer carne es una práctica más sagrada que las prácticas religiosas más sagradas jamás conocidas (versículo 259) y que sólo aquellos que se abstienen de matar y comer la matanza son dignos de veneración (versículo 260). Este texto, escrito antes del año 400 d. C., y algunas veces llamado Tamil Veda, discute los hábitos alimenticios y su papel en una vida saludable (Mitahara), dedicándole el capítulo 95 del Libro 7. El Tirukkuṛaḷ declara en los versos 943—945, «come con moderación, cuando tengas hambre, alimentos que sean agradables para tu cuerpo, absteniéndote de los alimentos que tu cuerpo encuentra desagradables». Tiruvalluvar también enfatiza que comer en exceso tiene efectos nocivos para la salud, en el versículo 946, ya que «los placeres de la salud residen en el hombre que come moderadamente. Los dolores de la enfermedad habitan con el que come en exceso».
Los versículos 1.57—1.63 del Hathayoga Pradipika sugieren que los antojos de sabor no deben conducir los hábitos alimentarios, sino que la mejor dieta es sabrosa, nutritiva y agradable, así como suficiente para satisfacer las necesidades del cuerpo y del ser interno. Recomienda que uno debe «comer solo cuando tiene hambre» y «no comer en exceso ni comer para llenar por completo la capacidad del estómago, sino dejar un cuarto de porción vacío y llenar tres cuartos con comida de calidad y agua fresca». Los versículos 1.59—1.61 de Hathayoga Pradipika sugieren que un régimen de mitahara de un yogui evita los alimentos con cantidades excesivas de ácido, sal, amargor, aceite, especias pungentes, vegetales no maduros, alimentos fermentados o alcohol. La práctica de Mitahara en Hathayoga Pradipika incluye evitar los alimentos rancios, impuros y tamásicos, y consumir cantidades moderadas de alimentos frescos, vitales y sátvicos.

### Dieta en textos hindúes antiguos sobre salud
Charaka-samhita y Sushruta-samhita, dos textos hindúes antiguos importantes sobre temas relacionados con la salud, incluyen muchos capítulos sobre el papel de la dieta y las necesidades personales de un individuo. En el capítulo 10 del Sushruta Samhita, por ejemplo, se describen la dieta y nutrición para mujeres embarazadas, madres lactantes e infantes. Recomienda leche, mantequilla, comidas líquidos, frutas, vegetales y dietas fibrosas para madres en estado, además de sopas hechas de carne jangala (salvaje). En la mayoría de los casos, las dietas vegetarianas son preferidas y recomendadas en los Samhitas; sin embargo, para aquellos que se recuperan de lesiones, niños en crecimiento, aquellos que realizan altos niveles de ejercicio físico y madres en estado, el capítulo 20 de Sutrasthanam y otros textos recomiendan carne cuidadosamente preparada. Sushruta Samhita también recomienda una rotación y equilibrio en los alimentos consumidos, con moderación. Para este propósito, clasifica los alimentos por varias características, como el sabor. En el capítulo 42 de Sutrasthanam, por ejemplo, enumera seis gustos: madhura (dulce), amla (ácido), lavana (salado), katuka (picante), tikta (amargo) y kashaya (astringente). Luego enumera varias fuentes de alimentos que ofrecen estos sabores y recomienda que los seis gustos (o sabores) se consuman con moderación y de forma rutinaria, como un hábito para la buena salud.

## Dieta en el Dharma śāstras
Según Pandurang Vaman Kane, gran erudito indio e investigador del Dharma śāstra, una persona que está a punto de comer debe ser saludada cuando se la sirvan. Al realizar este acto, debe honrarlo, nunca hablar mal y nunca encontrarle fallas. Todo el mundo necesita alimento, y todo es comida para algo o alguien más. Los seres vivos comen y son comidos, afirman los antiguos textos hindúes, toda la creación es una vasta cadena alimentaria, el cosmos es un ciclo alimentario gigante.
La literatura Dharmasastra, según el indólogo texano Patrick Olivelle, amonesta a «las personas a no cocinar para sí solas», que lo ofrezcan también a los dioses, a los antepasados, a otros seres humanos como hospitalidad y como limosna para los monjes y los necesitados. Todos los seres vivos son interdependientes en materia de alimentos, por lo tanto, los alimentos deben ser respetados, adorados y tomados con cuidado. Olivelle afirma que los Shastras recomiendan que cuando una persona ve comida, debe doblar las manos, inclinarse ante ella y decir una oración de agradecimiento. Esta reverencia por la comida alcanza un estado extremo en las tradiciones de renunciantes o monjes en el hinduismo. La tradición hindú considera que la adquisición y preparación de alimentos es necesariamente un proceso violento, donde otras formas de vida y la naturaleza se ven perturbadas, en parte destruidas, cambiadas y reformuladas en algo comestible y apetecible. Los mendicantes (sannyasin, ascetas) evitan ser el iniciador de este proceso y, por lo tanto, dependen por completo de la mendicidad de los alimentos que quedan de los hogares. En la búsqueda de sus creencias espirituales, afirma Olivelle, los «mendicadores comen las sobras de comida que les dan los demás». Si no pueden encontrar sobras, buscan frutos caídos o semillas que quedan en el campo después de la cosecha.
Los ermitaños forestales del hinduismo, por otro lado, ni siquiera piden sobras. Su dieta consistiría principalmente en frutas, raíces, hojas y cualquier cosa que crezca naturalmente en el bosque. Evitan pisar la tierra arada, para no lastimar a una plántula. Intentan vivir una vida que minimiza, preferiblemente elimina, la posibilidad de dañar cualquier forma de vida.

### Manusmriti
El Manusmriti discute la dieta en el capítulo 5, donde, al igual que otros textos hindúes, incluye versos que desalientan el consumo de carne, así como versos donde el consumo de carne se declara apropiado en tiempos de adversidad y diversas circunstancias, y recomienda que la carne en tales circunstancias se produzca. con un daño y sufrimiento mínimos para el animal. Los versos 5.48—5.52 de Manusmriti explican la razón para evitar la carne de la siguiente manera (abreviado):

Uno nunca puede obtener carne sin causar daño a los seres vivos... por lo tanto, debe abstenerse de comer carne. Al reflexionar sobre cómo se obtiene la carne y sobre cómo las criaturas encarnadas son atadas y asesinadas, debe dejar de comer cualquier tipo de carne ... El hombre que autoriza, el hombre que mata, el hombre que mata, el hombre que compra o vende, el hombre que cocina, el hombre que sirve y el hombre que come, todos son asesinos. No hay mayor pecador que un hombre que, fuera de una ofrenda a dioses o antepasados, quiere hacer que su propia carne prospere a expensas de la de otra persona.
Manusmriti5.48—5.52, traducido por Patrick Olivelle

En contraste, el versículo 5.33 de Manusmriti establece que un hombre puede comer carne en un momento de adversidad, el versículo 5.27 recomienda que comer carne está bien si no comer carne puede poner en riesgo la salud y la vida de una persona, mientras que varios versículos como 5.31 y 5.39 recomiendan que la carne se produzca como sacrificio (método Jhatka). En los versículos 3.267 a 3.272, Manusmriti aprueba los pescados y carnes de ciervos, antílopes, aves de corral, cabras, ovejas, conejos y otros como parte de los alimentos sacrificados. En un análisis exegético de Manusmriti, Patrick Olivelle afirma que el documento muestra puntos de vista opuestos sobre el consumo de carne era común entre los antiguos hindúes, y que el pensamiento emergente subyacente sobre una dieta adecuada fue impulsado por la ética de no dañar y los pensamientos espirituales sobre todas las formas de vida, la tendencia es reducir el consumo de carne y favorecer un estilo de vida vegetariano no perjudicial.

## Alimentación y ética
El hinduismo no prohíbe explícitamente comer carne, pero recomienda encarecidamente ahimsa, el concepto de no violencia contra todas las formas de vida, incluidos los animales. Como consecuencia, muchos hindúes prefieren un estilo de vida vegetariano o lacto-vegetariano, y métodos de producción de alimentos que estén en armonía con la naturaleza, sean compasivos y respetuosos con otras formas de vida, así como con la naturaleza.

## Dieta vegetariana
El hinduismo no requiere una dieta vegetariana, pero muchos hindúes evitan comer carne porque creen que minimiza el daño a otras formas de vida. El vegetarianismo se considera sáttvico, es decir, purificar el estilo de vida del cuerpo y la mente en algunos textos hindúes.
Se favorece el lacto-vegetarianismo, que incluye alimentos a base de leche y todos los demás alimentos no derivados de animales, pero excluye la carne y los huevos. Hay tres razones principales para esto: el principio de no violencia (ahimsa) aplicado a los animales, la intención de ofrecer solo comida vegetariana a una deidad y luego recibirla nuevamente como prasad, y la convicción de que la comida no vegetariana es perjudicial para el mente y para el desarrollo espiritual. Muchos hindúes señalan las bases de las Escrituras, como la máxima del Mahabharata de que «la no violencia es el deber más alto y la enseñanza más alta», como abogando por una dieta vegetariana.
Los seguidores de la ISKCON (Sociedad Internacional para la Consciencia de Krishna, Hare Krishna) se abstiene de carne, pescado y aves. Los seguidores de la secta relacionada Pushtimargi también evitan ciertas verduras como la cebolla, los champiñones y el ajo, por la creencia de que son tamas (dañinos). Los miembros del movimiento Swaminarayan se adhieren firmemente a una dieta que carece de carne, huevos y mariscos.
Una comida lacto-vegetariana hindú urbana moderna típica se basa en una combinación de granos como el arroz, el trigo, las legumbres, verduras y productos lácteos. Dependiendo de la región geográfica, los alimentos básicos pueden incluir panes planos a base de mijo. Se evita la grasa derivada de animales sacrificados.

### Dieta en ayunas

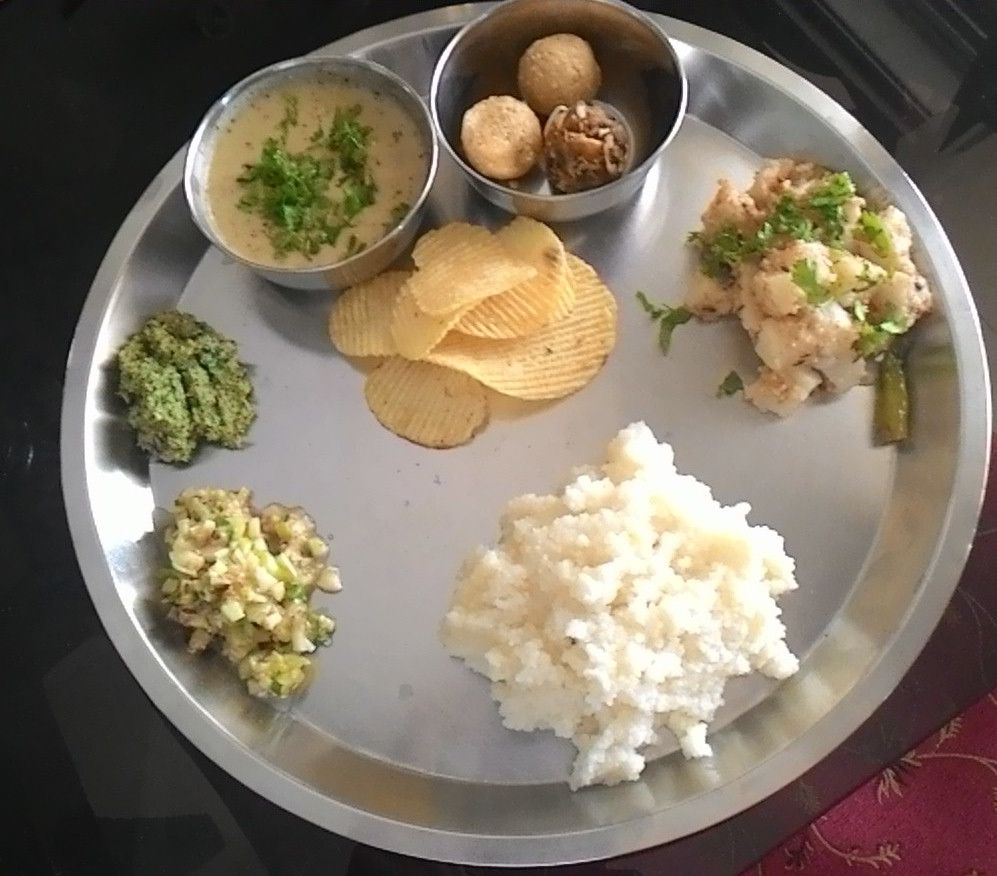
Menú de almuerzo hindú en ayunas

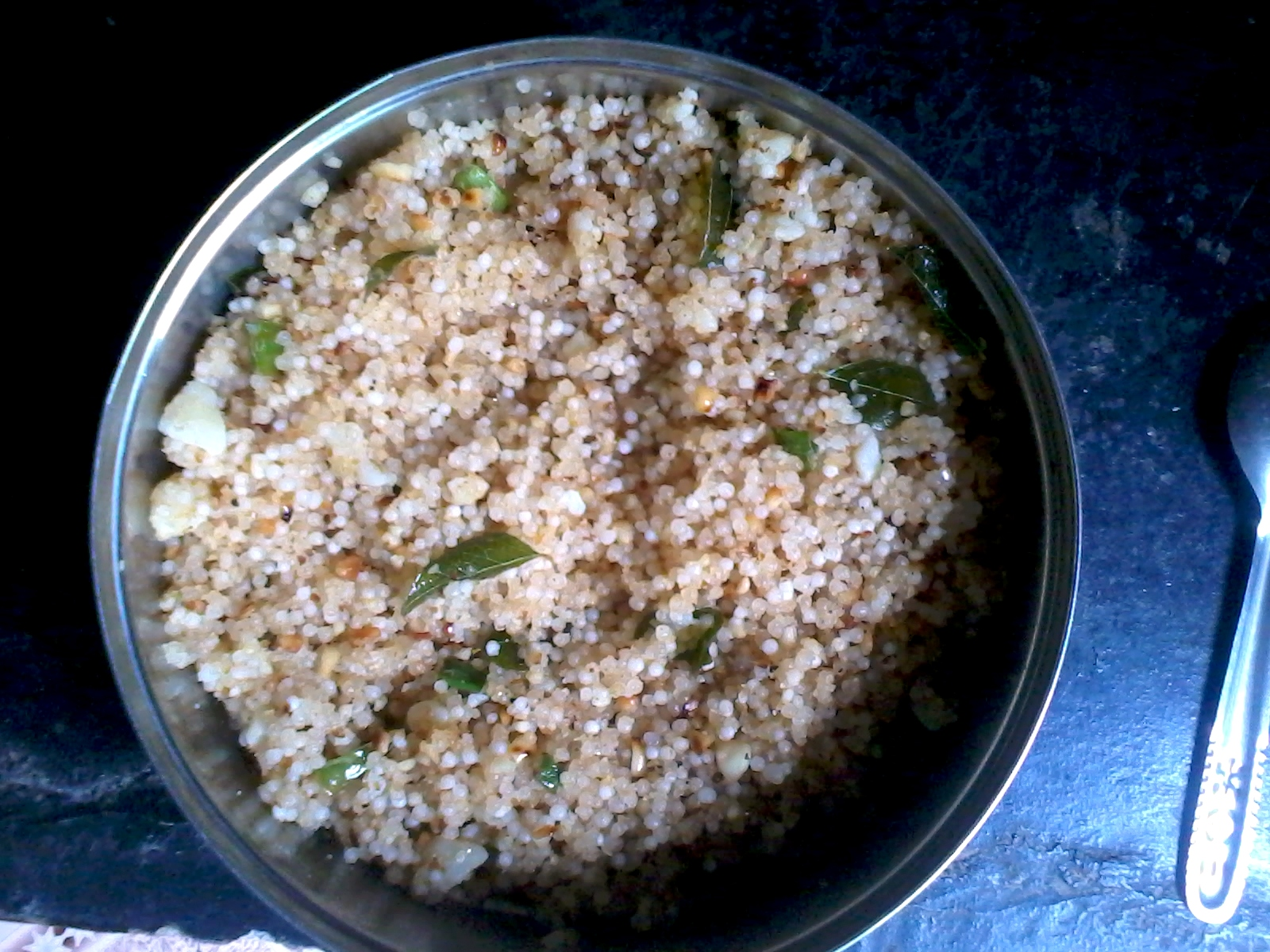
Sabudana khichadi: un aperitivo popular en los días de ayuno hindú

Los hindúes ayunan en días como Ekadashi en honor a Vishnú o a sus Avatares, Chaturthi en honor a Ganesh, los lunes en honor a Shiva o los sábados en honor a Maruti o Saturno. Solo se permite comer ciertos tipos de alimentos durante el período de ayuno. Estos incluyen leche y otros productos lácteos como dahi, frutas y alimentos con almidón occidental como sagú, patatas, batatas, amaranto, frutos secos y mijo. Los platos de ayuno más populares incluyen farari chevdo, sabudana khichadi o sopa de maní.

## Dieta no vegetariana

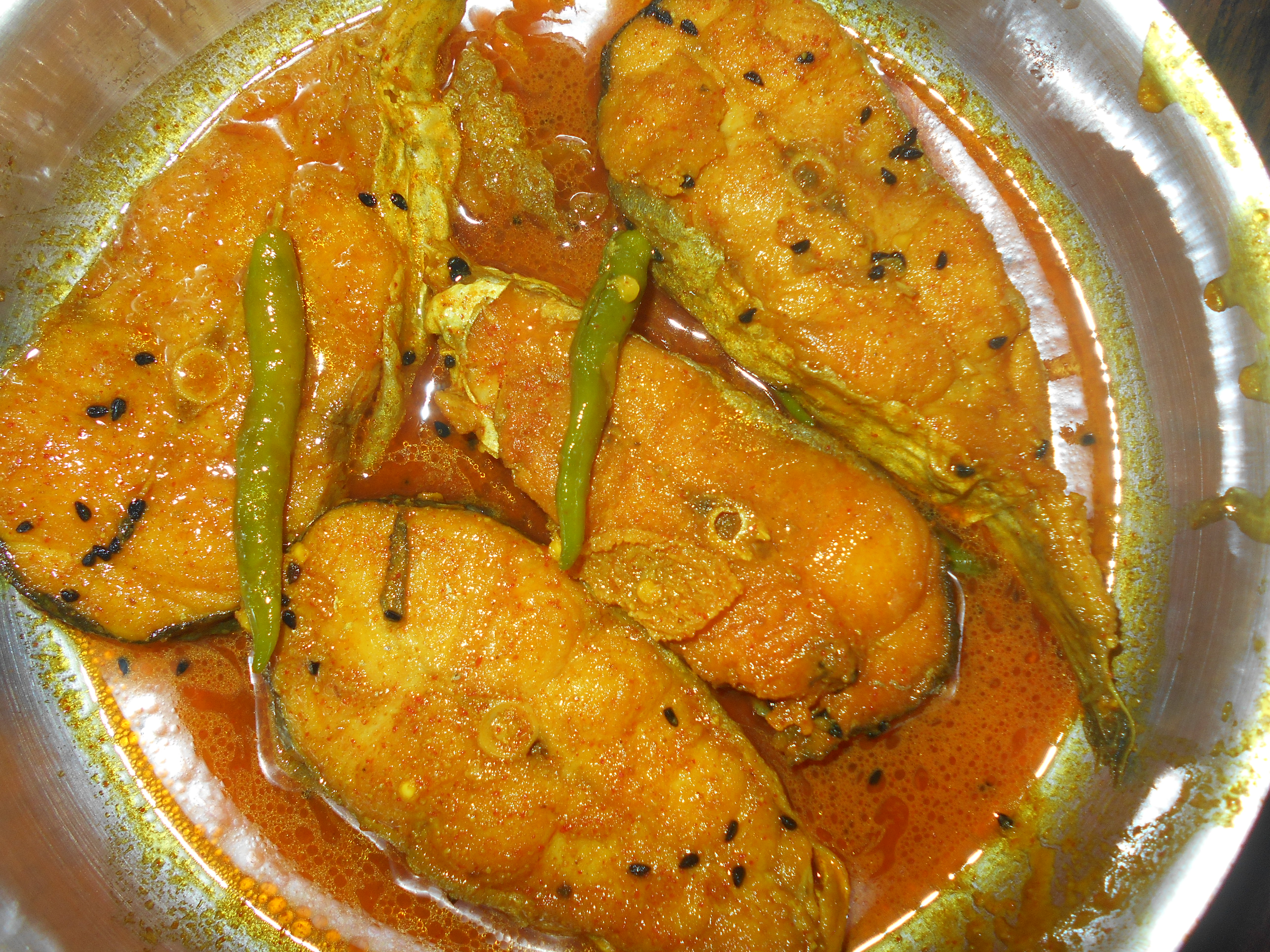
Macher Jhol es un guiso de pescado picante, especialmente entre los hindúes, en las cocinas bengalí y odisha en la parte oriental del subcontinente indio.

Aunque muchos hindúes son lacto-vegetarianos, una gran cantidad de hindúes consumen huevos, pescado, pollo y carne. Según una encuesta, el 53% de todos los no-vegetarianos en la India son hindúes. Según una estimación, solo alrededor del 10% de los hindúes en Surinam son vegetarianos y menos del 5% de los hindúes en Guyana son vegetarianos.
Los hindúes no-vegetarianos prefieren aves de corral, pescado, otros mariscos, cabras y corderos como fuentes de carne. En las regiones de Bengala y Assam, el pescado es un elemento básico de la mayoría de las comunidades, incluidos los brahmanes. El pescado también es el alimento básico de la comunidad Saraswat Brahmin de la costa sudoeste de la India. Sin embargo, debe tenerse en cuenta que en otras partes de la India, incluso los hindúes que comen carne tienen comidas lacto-vegetarianas la mayoría de los días. Según un estudio patrocinado por las Naciones Unidas, el principal determinante del consumo de carne per cápita parece ser la riqueza. Los países del sur de Asia tienen un consumo muy bajo de carne, huevo y pescado en comparación con las naciones ricas como los Estados Unidos.  En general, India consume el menos cantidad de la carne per cápita.
Los hindúes que comen carne, a menudo distinguen la carne de cerdo y de res de las demás. El respeto por la vaca es parte de la creencia hindú, y la mayoría de los hindúes evitan la carne de vaca, ya que las vacas son tratadas como un animal maternal, considerado como otro miembro de la familia. El cerdo también está prohibido, ya que se considera impuro. Una pequeña minoría de sectas hindúes nepalíes sacrificaron búfalos en el festival de Gadhimai, pero consideran que las vacas son diferentes de los búfalos u otras fuentes de carne roja. Sin embargo, el sacrificio de búfalo fue prohibido por el Gadhimai Temple Trust en 2015.
Los hindúes cham de Vietnam tampoco comen carne de res y cerdo.
El método de producción preferido para la carne es el método Jhatka, una muerte rápida e indolora para el animal. Muchos shaivitas también comen carne, pero requieren el Jhatka. Muchos vaisnavas evitan la carne. Entre los hindúes de Nepal, los festivales anuales marcan el sacrificio de cabras, cerdos, búfalos, pollos y otros animales, y se consume carne de Jhatka producida ritualmente.
Algunos hindúes que comen alimentos no vegetarianos se abstienen de comer alimentos no vegetarianos durante días propicios como Dussera, Janmastami, Diwali...